# Back Street Crawler
Back Street Crawler was de band van Paul Kossoff, actief tussen 1975-1976.

## Geschiedenis
Back Street Crawler was een band die ontstond nadat Paul Kossoff (ex-Free) een soloplaat opnam met de naam Back Street Crawler (1973). Vervolgens startte Paul Kossoff (gitaar) de band Back Street Crawler met Terry Wilson-Slesser (zang), Tony Braunagel  (drums), Terry Wilson (bas), Mike Montgomery (Keyboard). De eerste plaat heette 'The band plays on' (1975). De tweede plaat heette 'Second Street' (1976) en kwam uit vlak na het plotselinge overlijden van Paul Kossoff. Het album is 'Dedicated to Koss' en bleek ook meteen het einde van de band te zijn. Ondertussen was Mike Montgomery op het tweede album vervangen door John 'Rabbit' Bundrick. De leden van Back Street Crawler besloten verder te gaan onder de nieuwe naam Crawler.

## Discografie

### Studioalbums
- The Band Plays On (1975)
- Second Street (1976)

### Overige (live) albums
- The Atlantic Years 1975-1976 (2020)